# La Grande Maffia
Pour plus de détails, voir Fiche technique et Distribution.
La Grande Maffia est un film franco-italien réalisé par Philippe Clair, sorti en 1971.

## Synopsis
Un directeur reçoit une greffe de cœur venant d'un gangster après avoir eu une crise cardiaque due au braquage de sa banque.

## Fiche technique
- Titre français : La Grande Maffia
- Titre italien : Un matto due matti tutti matti
- Réalisation : Philippe Clair
- Scénario : Philippe Clair
- Photographie : Edmond Séchan
- Montage : Germaine Artus
- Musique : Claude Bolling
- Responsable des cascades : Sylvain Lévignac
- Sociétés de production :  AMLF et Les Films Copernic (France) - Comacico (France)
- Pays :  France /  Italie
- Format :  Noir et blanc - 1,66:1 - 35 mm - Son mono
- Durée : 90 minutes
- Genre : comédie
- Date de sortie : 
  - France - 17 septembre 1971
- Visa d'exploitation : 38474

## Distribution
- Francis Blanche : Modeste Miette
- Aldo Maccione : Aldo
- Micha Bayard : Mlle Pussiau
- Salvatore Senna : Rico
- Nico il Grande : Nico
- Michel Galabru : Le papa n°1
- Achille Zavatta : Le papa n°2
- Serge Davri : Le papa n°3
- Sydney Chaplin  : Le directeur de la banque
- Amarande : La veuve Cartone
- Chantal Nobel : Mlle Ducoeurjoli
- Sim : Balempier, le chef de service
- Bernard Lavalette : Le notaire
- Philippe Clair : Le curé
- Carlos : Un policier qui se fait écraser
- Dominique Zardi : Un gangster
- Ibrahim Seck : Un gangster
- Gérard Croce : Un gangster
- Pierre Repp : Le premier ministre
- Anne Roudier : la mama
- Henri Attal
- André Gille
- Carlo Nell
- Georges Douking
- Étienne Draber
- Yves Barsacq
- Gilbert Servien
- André Badin

## À noter
- Philippe Clair avait à l'origine proposé ce film aux Charlots après les avoir fait débuter au cinéma avec La Grande Java. Mais ceux-ci ont refusé, préférant faire Les Bidasses en folie avec Claude Zidi.